# Don't Explain (Robert Palmer)
Don't Explain è un album del cantante britannico Robert Palmer, pubblicato dall'etichetta discografica EMI America Records nel 1990.
L'album, disponibile su long playing (doppio), musicassetta e compact disc, è prodotto da Teo Macero e lo stesso artista, che compare anche fra gli autori in 10 dei 18 brani.
Dal disco vengono tratti cinque singoli tra il 1990 e l'anno seguente.

## Tracce

### Lato 1
1. Your Mother Should Have Told You
2. Light-Years
3. You Can't Get Enough of a Good Thing
4. Dreams to Remember
5. You're Amazing

### Lato 2
1. Mess Around
2. Happiness
3. History
4. I'll Be Your Baby Tonight
5. Housework

### Lato 3
1. Mercy Mercy Me/I Want You
2. Don't Explain
3. Aeroplane
4. People Will Say We're in Love

### Lato 4
1. Not a Word
2. Top 40
3. You're So Desirable
4. You're My Thrill